# 高田利貞
高田 利貞（たかだ としさだ、1890年（明治23年）3月30日 - 1957年（昭和32年）12月25日）は、大日本帝国陸軍軍人。最終階級は陸軍少将。

## 経歴
1890年（明治23年）に鹿児島県で生まれた。陸軍士官学校第25期卒業。1938年（昭和13年）7月15日に陸軍歩兵大佐進級と同時に第1軍高級副官に就任し、日中戦争に出動した。1939年（昭和14年）11月に河南省特務機関長に転じ、情報戦を指揮した。1941年（昭和16年）8月には歩兵第138連隊長（第13軍・第116師団・歩兵第130旅団）に就任し、兵站基地である安慶の守備に任じた。
1943年（昭和18年）3月1日に陸軍少将進級と同時に留守第2師団司令部附となり、4月15日に東京陸軍少年飛行兵学校長に就任した。1944年（昭和19年）7月12日に編制された独立混成第64旅団（第16方面軍・第32軍）の旅団長に7月14日に就任。徳之島に司令部を置き、奄美群島の守備に任じた。沖縄戦では航空基地の整備や防空戦闘などで第6航空軍に協力。第32軍への連絡、補給などの中継などでも貢献した。
1947年（昭和22年）11月28日、公職追放仮指定を受けた。